# Lečenec
Lečenec je zaniklý středověký hrádek, který leží na levobřežní ostrožně Punkevního údolí, asi 500 metrů západně od Skalního mlýna. Přesný název hrádku není znám, protože se neuvádí v žádné literatuře, název Lečenec je odvozen od lokality, kde leží. Nalezená keramika pochází z přelomu 13. a 14. století. Hrádek mohl sloužit jako sídlo drobné šlechty, která vlastnila blízké Lažánky, je možná souvislost i s majiteli z Vilémovic.